# Evert Fransson (speedwayförare)
Kumla-Frasse, Evert Fransson, född 1905, död 1974, var en av Sveriges genom tiderna mest framgångsrika speedwayförare med uppskattningsvis mer än 1000 tävlingsstarter under åren 1926 till 1954 i såväl Sverige som i Danmark, Norge, Tjeckoslovakien och England. Utöver speedway, då benämnt ”jordbana”, var det inom enduro, backe och isracing som han tävlade.
Fransson debuterade som tävlingsförare 1926 för MK Start i Kumla, sedermera ”Indianerna” i Hallsberg. Han blev känd som en ”slowstarter” men kom oftast tillbaka på ytterbanan och svepte fältet med sin högt växlade motorcykel och vann loppet. År
1937 blev Fransson tvåa i Svenskt Mästerskap för jordbana i 500-klassen på en Suecia-maskin.
Fransson var en av initiativtagarna till bildandet av Kumla MSK 1936 och även för byggandet av Kumla Motorstadion vid Sannahed, som stod färdig 1946.
Kumla kommun har namngett en gata till ”Kumla-Frasses gata”, som ligger mellan Västra Drottninggatan och Kumla Idrottspark.
Delar av den imponerande prissamlingen som ”Kumla-Frasse” tjänade ihop under åren inom motorsporten visades tidigare i en monter i Kumla Stadshus.